# Жіночий світовий тенісний тур ITF
Світовий тенісний тур серед жінок ITF, раніше знаний як ITF Women's Circuit — це серія професійних тенісних турнірів, що проводяться Міжнародною федерацією тенісу для професійних жінок-тенісисток.

## Історія
Тур є частиною туру WTA, який проводить незалежна жіноча тенісна асоціація (WTA). Щороку проводиться кілька сотень турнірів ITF Women's Circuit, розподілених за різними континентами. Призи становлять від $10 тис. до $100 тис. Гравці, які досягли успіху на ITF Women's Circuit, але отримали достатньо балів, щоб мати право на участь у кваліфікаційному розіграші або в основному розіграші турнірів WTA.
Існує також ITF Men's Circuit, але він включає лише турніри нижчого рівня. Чоловічі турніри середнього рівня, еквівалентні серії WTA 125k та потрапляють під егіду ATP в рамках туру ATP Challenger.
2019 року турнір перейменовано на ITF World Tennis Tour.